# Boris Kotlearov
Boris Kotlearov (în rusă Борис Яковлевич Котляров; n. 11/24 noiembrie 1913, Elisavetgrad, gubernia Herson, Imperiul Rus – d. 28 martie 1982, Chișinău, URSS) a fost un etnomuzicolog, violonist și pedagog sovietic moldovean. Este cunoscut mai ales pentru lucrările sale dedicate compozitorilor George Enescu, Gheorghe Murgu și Alan Bush, precum și pentru studiile sale ample asupra tradiției violonistice a lăutarilor din România și Moldova.

## Biografie
Boris Kotlearov s-a născut într-o familie evreiască în orașul Elisavetgrad (astăzi Kropîvnîțkîi, Ucraina), la 24 noiembrie 1913. A orbit de la o vârstă fragedă în urma exploziei unei bombe. Familia sa s-a mutat la Chișinău după Unirea Basarabiei cu România. În anii 1930 a studiat vioara și compoziția la Conservatorul din Chișinău, avându-i profesori pe Mark Pester și Gheorghi Iațentkovski.
În 1933 a părăsit România și s-a stabilit la Liège, în Belgia, unde a urmat cursuri la Conservatorul Regal din Liège. La izbucnirea celui de-Al Doilea Război Mondial, s-a refugiat în Regatul Unit, unde a lucrat pentru Ambasada sovietică. A revenit în Uniunea Sovietică, la Moscova, în 1948. A predat limba engleză și Braille la Institutul Pedagogic de Stat din Sankt Petersburg.
În 1950 s-a întors la Chișinău (pe atunci parte a Republica Sovietică Socialistă Moldovenească), devenind cadru didactic la Conservatorul de Stat din Chișinău. Din 1974 a fost numit profesor titular. Din 1954 a fost membru al Uniunii Compozitorilor din Moldova.
Printre principalele teme ale cercetărilor sale academice s-a numărat compozitorul român George Enescu. Biografia sa despre Enescu, tradusă în limba engleză și publicată în Statele Unite în 1984, este considerată prima lucrare biografică completă despre compozitor disponibilă în limba engleză. A întreținut o corespondență constantă cu compozitorul britanic Alan Bush și a scris despre acesta în limba rusă. De asemenea, a publicat numeroase lucrări despre muzica populară din Moldova, România, Ucraina și Rusia, concentrându-se în mod special pe tradiția violonistică a lăutarilor.
Boris Kotlearov a decedat la Chișinău la 28 martie 1982.

## Lucrări publicate
- Джордже Энеску (George Enescu), Muzyka, Moscova, 1965 (reeditare: 1970)
- Музыкальная жизнь дореволюционного Кишинёва (Viața muzicală a Chișinăului prerevoluționar), Kartya moldovenyaska, Chișinău, 1967
- Алан Буш (Alan Bush), Sovetskiy kompozitor, Moscova, 1981
- Из истории музыкальных связей Молдавии, Украины и России (Din istoria legăturilor muzicale dintre Moldova, Ucraina și Rusia), Știința, Chișinău, 1982
- Молдавские лэутары и их искусство (Lăutarii moldoveni și arta lor), Sovetskiy kompozitor, Moscova, 1989
- Enesco: His Life and Times, Paganiniana Publications, New Jersey, 1984